# Joan Valentí i Cortès
Joan Valentí i Cortès (Igualada, Anoia, 1966) és un actor català de teatre, televisió i circ. Se'l coneix pel nom artístic de "Nan". És conegut pel personatge de Pau a la Família del Super3 de TVC, que va interpretar del 2006 al 2021. És regidor a l'Ajuntament d'Igualada com a independent dins del grup d'Esquerra Republicana de Catalunya-Acord Municipal.

## Trajectòria com a actor
Ha treballat d'actor i pallasso amb diferents companyies com ara Comediants, Monti & Cia, Pepa Plana & Cia, Circ Raluy i Cíclicus Leandro Mendoza. Actualment, és membre de T-Atraco Teatre amb qui ha cocreat diferents espectacles. Ha actuat al Teatre Nacional de Catalunya amb Nit de Reis i El mercader de Venècia.
Des de 2018 representa cinc monòlegs a Mort a les cunetes, un muntatge teatral escrit amb David Pintó, que és un homenatge a les víctimes de la repressió franquista. L'octubre de 2018 aquesta obra es va representar davant dels presos de la Presó de Lledoners.
El 2021, Joan Valentí i David Pintó, estrenen Molotov, sobre el cas del militant antifranquista del FRAP, Cipriano Marcos, que el 1973 va ser torturat al quarter de la Guàrdia Civil de Reus. El cas d'aquest activista d'origen andalús, immigrat a Catalunya, va ser silenciat a diferència del de Salvador Puig Antich i altres represaliats, que van tenir molta més repercussió. Aquesta obra de teatre es basa en el llibre Caso Cipriano Martos del periodista Roger Mateos.
L'any 2022, Joan Valentí estrena, junt amb David Pintó, La Primera, una dramatització de la vida de Natividad Yarza Planas, que ret homenatge a les mestres de la República i a les dones que foren pioneres en els seus camps.

## Premis
- 2024 Premi Dignitat 2023, atorgat per la Comissió de la Dignitat[14]
- 2019: Premi al millor actor, atorgat a la 24a Mostra de Teatre de Barcelona, amb Mort a les cunetes[15][16]
- 2019: Premi al millor espectacle, a la 24a Mostra de Teatre de Barcelona, per Mort a les cunetes[15][16]